# Суббан, Пи-Кей
Пе́рнелл-Карл (Пи-Кей) Су́ббан (англ. Pernell-Karl "P. K." Subban; род. 13 мая 1989, Торонто) — канадский хоккеист, защитник.

## Карьера

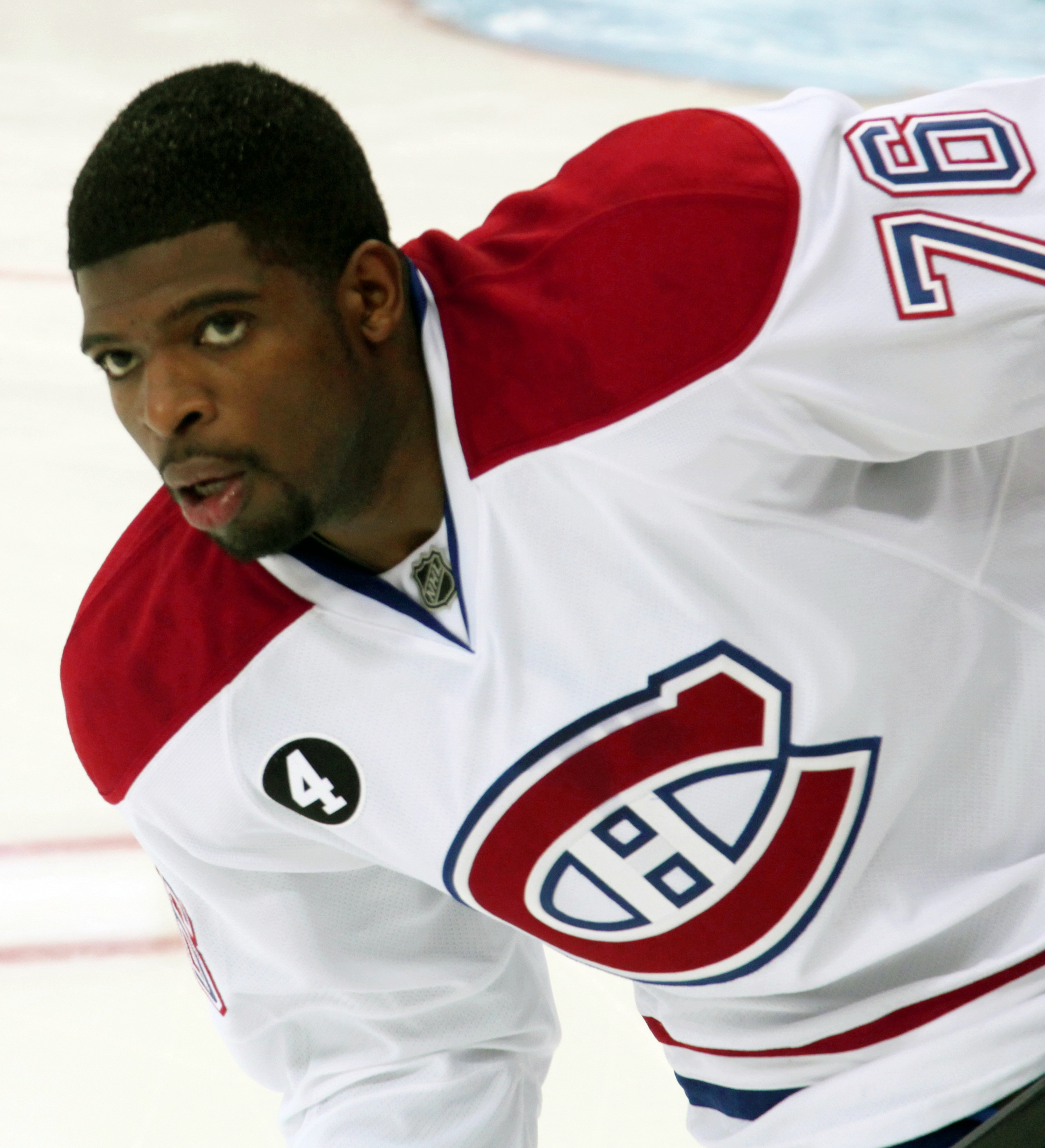
Суббан в составе «Монреаль Канадиенс»

### Юниорская карьера
Профессиональную карьеру хоккеиста начал в клубе OHL «Бельвиль Буллз». В 2007 году был задрафтован клубом «Монреаль Канадиенс», однако, прошло ещё 2 года прежде, чем Суббан присоединился к своему новому клубу. За эти 2 года успел стать двукратным чемпионом мира в составе молодёжной сборной Канады.

### Профессиональная карьера

#### Монреаль Канадиенс
Сезон 2009/10 начал в «Гамильтон Булдогс», фарм-клубе «Канадиенс»; в этом сезоне он стал участником Матча Всех Звёзд АХЛ. Первый матч за «Монреаль» Пи-Кей Суббан провёл 12 февраля 2010 года против «Филадельфии Флайерз».
По итогам следующего сезона молодой защитник был выбран в Сборную новичков НХЛ.
В январе 2013 года Пи-Кей подписал с «Монреалем» новый 2-летний контракт на 5,75 млн долларов. Продление контракта с клубом защитник отметил своеобразно, войдя по итогам марта — впервые в своей карьере — в тройку лучших игроков НХЛ. По итогам сезона Пи-Кей Суббан был номинирован на Норрис Трофи и в итоге победил в номинации, став первым защитником «Канадиенс», завоевавшим этот трофей после многолетнего перерыва (до него последним этой чести удостаивался в 1989 году Крис Челиос).
2 августа 2014 года подписал с «Хабс» 8-летний контракт на $72 млн до конца сезона 2021/22, что сделало его самым высокооплачиваемым защитником лиги.

#### Нэшвилл Предаторз

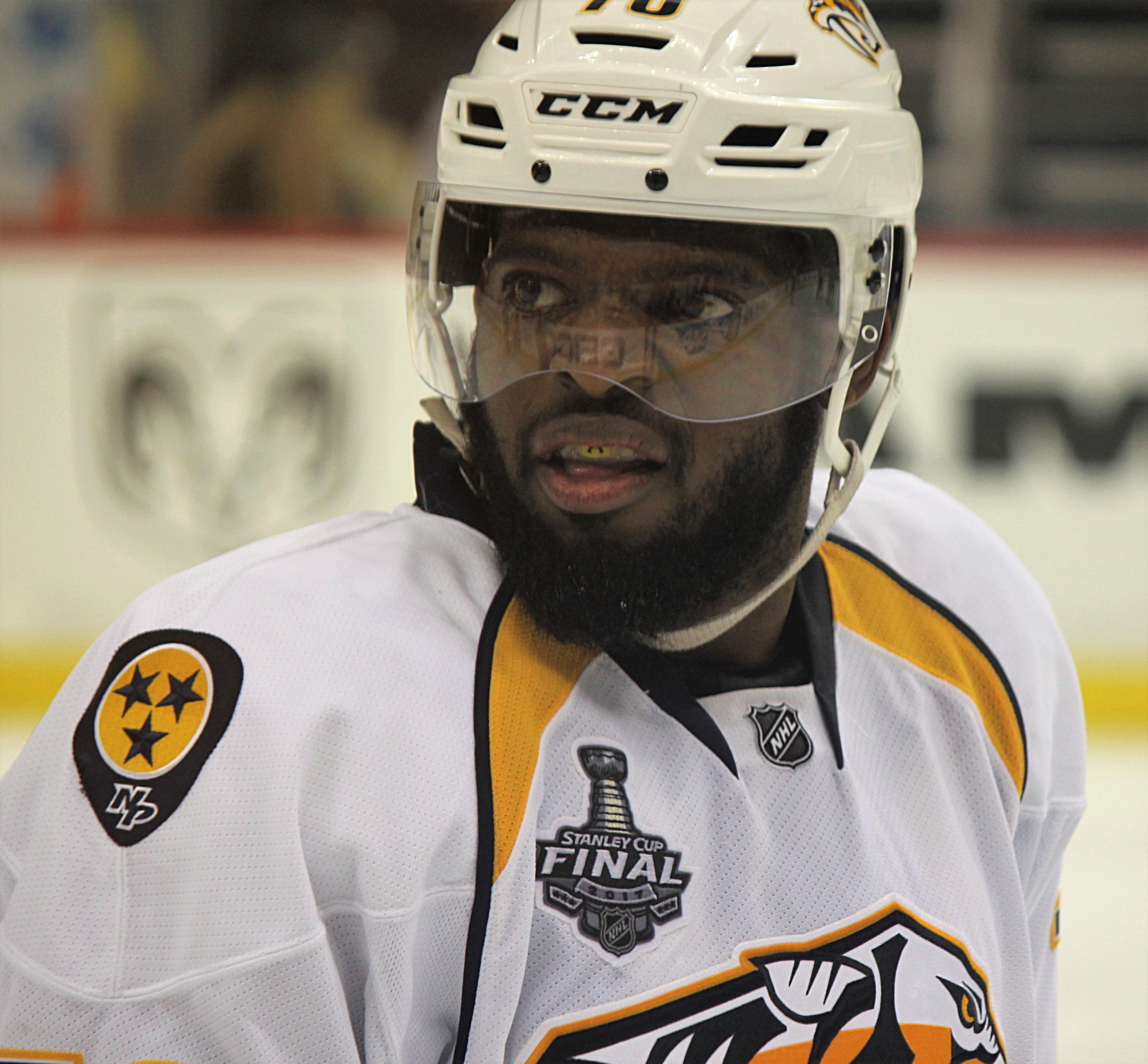
Пи-Кей Суббан в составе «Нэшвилл Предаторз» в 2017 году

29 июня 2016 года был обменян в «Нэшвилл Предаторз» на Ши Уэбера. В первом же матче за новый клуб отметился заброшенной шайбой в матче против «Чикаго Блэкхокс» в ворота Кори Кроуфорда. Эта шайба стала первой для «Предаторз» в сезоне 2016/17. В этом же сезоне Суббан вместе с «хищниками» вышел в Финал Кубка Стэнли, несмотря лишь на 8-е место в Западной конференции. В сезоне 2016/17 Пи-Кей набрал 40 (10+30) очков в регулярном сезоне, а также 12 (2+10) в 22 матчах плей-офф. Львиную долю времени в сезоне канадец играл в паре с Маттиасом Экхольмом.
В сезоне 2017/18 Суббан стал самым результативным защитником «Нэшвилла», набрав в 82-х встречах 59 (16+43) очков. Это помогло «хищникам» стать впервые в истории франшизы обладателями Президентского Кубка. Суббан первую часть сезона провёл в паре с хорошо ему знакомым российским экс-защитником «Монреаль Канадиенс» Алексеем Емелиным, а после возвращения травмированного Райана Эллиса вновь вернулся в пару к Маттиасу Экхольму. 2 мая 2018 года Суббан был назван одним из трех финалистов Кинг Клэнси Трофи — призу, ежегодно вручаемому игроку, который является примером для партнёров на льду и вне его и принимает активное участие в общественной жизни. В конечном итоге награда досталась братьям Сединам: Даниэлю и Хенрику.
В 2017 и 2018 годах участвовал в Матче всех звёзд от Центрального дивизиона, где был капитаном. В 2018 году Суббан попал на обложку симулятора хоккея NHL 19 от EA Sports.
В сезоне 2018/19 Суббан пропустил полтора месяца из-за травмы верхней части тела и провёл лишь 63 игры, что стало на тот момент самым низким результатом в карьере, если не учитывать сезон 2012/13, сокращённый из-за локаута. Вследствие чего канадец стал лишь четвертым бомбардиром среди защитников «хищников», набрав в 63 встречах 31 (9+22) очка. В плей-офф набрал 3 (1+2) очка, но это не помогло «Предаторз» и они проиграли «Даллас Старз» в 6-и матчах.

#### Нью-Джерси Девилз
22 июня 2019 года, во второй день Драфта-2019, был обменян в «Нью-Джерси Девилз» на защитников Стивена Сантини, Джереми Дэвиса, а также на два драфт-пика второго раунда 2019 и 2020 годов. Дебютный сезон Суббана в Нью-Джерси был статистически худшим сезоном в его карьере: он набрал всего 18 очков в 68 играх и худший показатель плюс/минус «-21». В конце сезона 2020/21 Суббан был вновь номинирован на Кинг Клэнси Трофи, однако обладателем трофея стало его бывший одноклубник Пекка Ринне. По окончании сезона 2021/22 Пи-Кей и сам стал обладателем Кинг Клэнси Трофи.
20 сентября 2022 года в возрасте 33 лет объявил о завершении карьеры.

## Карьера в сборной

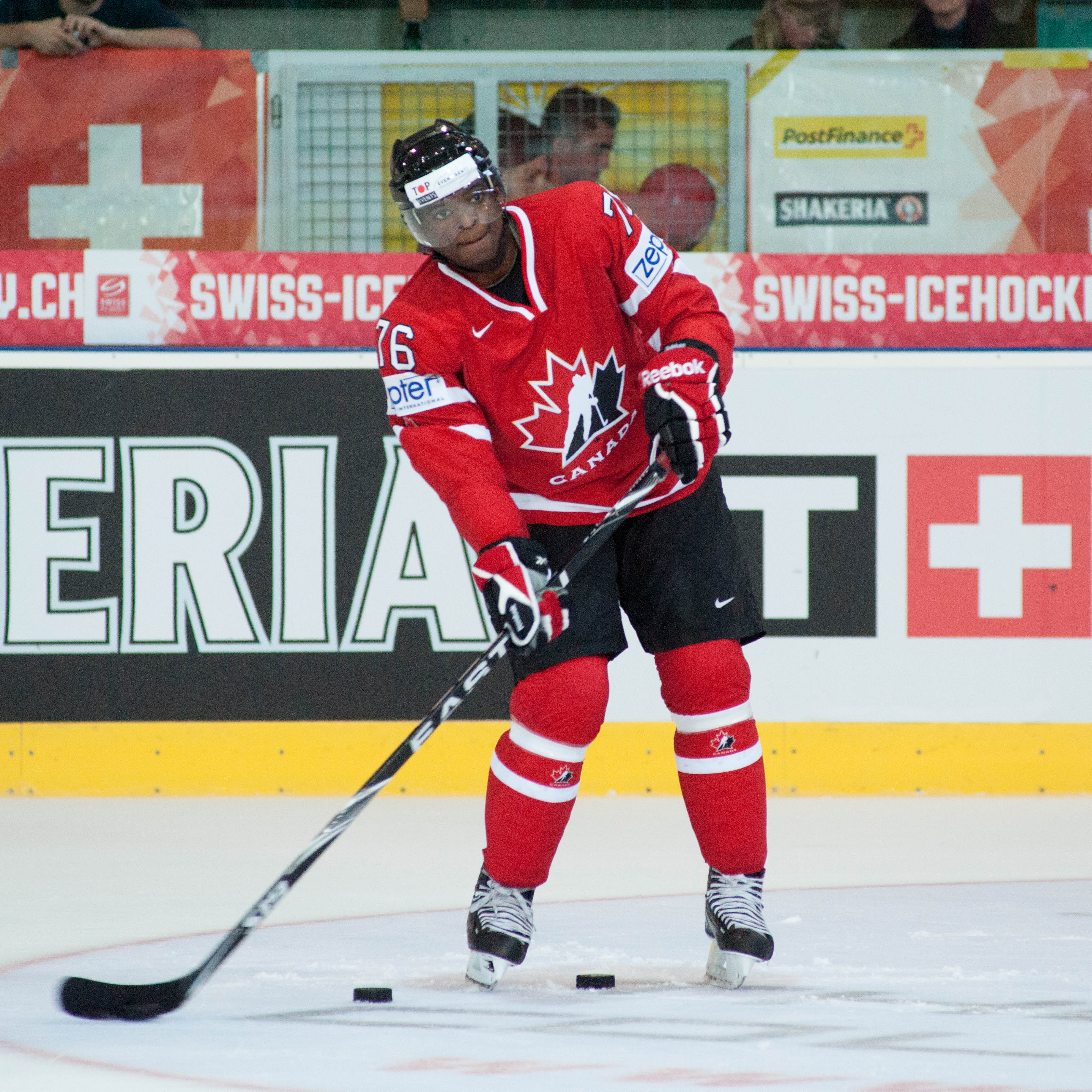
Пи-Кей Суббан в составе сборной Канады в 2012 году

В составе молодёжной сборной Канады Пи-Кей Суббан дважды принимал участие в чемпионатах мира. Оба раза сборная Канады выигрывала мировое первенство.
На чемпионате 2009 года Пи-Кей Суббан вошёл в тройку лучших игроков своей сборной. Олимпийский чемпион 2014 года.

## Личная жизнь
Родители Суббана — уроженцы островов Карибского моря (Ямайки и Монтсеррата). Помимо Пи-Кея, в семье ещё два сына и две дочери. Оба брата Пи-Кея также занимаются хоккеем, оба задрафтованы клубами НХЛ: вратарь Малкольм в 2012 году был выбран «Бостон Брюинз» под 24-м номером (дебютировал в НХЛ 20 февраля 2015 года), а защитник Джордан в 2013 — «Ванкувер Кэнакс» под 115-м номером.
В 2018 году Пи-Кей начал встречаться с американской горнолыжницей Линдси Вонн, 23 августа 2019 года было объявлено о помолвке. 21 октября 2020 года Суббан и Вонн стали входить в группу владельцев женского футбольного клуба «Энджел Сити», команды из Лос-Анджелеса, которая начала играть в Национальной женской футбольной лиге в 2022 году. В конце декабря 2020 года Суббан и Вонн объявили о расставании.
В ноябре 2022 года ESPN объявил, что Суббан подписал c ними трехлетний контракт, чтобы стать штатным студийным аналитиком. Он также комментирует некоторые хоккейные матчи.

## Благотворительность
16 сентября 2015 года Суббан объявил о своём обязательстве собрать $ 10 млн для Детской больницы Монреаля к 2022 году. Больница назвала это «крупнейшим благотворительным переводом спортсмена в истории Канады». После своего пожертвования Суббан продолжил свою деятельность в качестве официального представителя и организовал «Зимнюю страну чудес» с Air Canada в больнице перед праздниками. В свою очередь больница назвала в честь Суббана атриум, где пациенты отдыхают и проводят время с семьями и посетителями.
В 2017 году он был награждён Крестом в знак признания того, что его «щедрый подарок является примером того, как профессиональные спортсмены могут положительно изменить жизнь в своих сообществах». Он также был включён в состав судейской коллегии Google.org Impact Challenge в Канаде, чтобы помочь выбрать, какие организации должны получать деньги, чтобы помочь Канаде.
После обмена в «Нэшвилл» Суббан продолжил свою благотворительность. «P.K.'s Blue Line Buddies» сосредоточились на улучшении отношений между правоохранительными органами и городской молодёжью, проводя время вместе с полицейскими и подростками, даря им билет на домашнюю игру «Предаторз» с такими привилегиями, как автографы и ужин в Patron Platinum на «Бриджстоун-арена».
После того, как его обменяли в «Девилз», Суббан продолжил свою инициативу «P.K.'s Blue Line Buddies» в Нью-Джерси. Суббан хотел убедиться, что его программа достигла других территорий помимо Нэшвилла. В январе 2018 года Суббан появился на The Daily Show, чтобы обсудить свои благотворительные усилия с детской больницей и его программу «Blue Line Buddies».
В июне 2020 года пожертвовал $ 50 тыс. на программу GoFundMe, чтобы собрать деньги для Джанны Флойд, дочери покойного Джорджа Флойда.

## Достижения
Молодёжная сборная:
- Чемпион мира (2): 2008, 2009

Взрослая сборная:
- Олимпийский чемпион: 2014

«Монреаль Канадиенс»:
- Обладатель «Норрис Трофи»: 2013
- Обладатель Кинг Клэнси Трофи: 2022
- Участник матча всех звёзд НХЛ: 2016

«Нэшвилл Предаторз»:
- Участник матча всех звёзд НХЛ: 2017, 2018

## Статистика
| Легенда | Легенда                    | Легенда | Легенда                   | Легенда | Легенда    |
| ------- | -------------------------- | ------- | ------------------------- | ------- | ---------- |
| И       | Количество проведённых игр | Штр     | Штрафное время            | +/−     | Плюс-минус |
| Г       | Голы                       | П       | Голевые передачи          | О       | Очки       |
| -       | Статистика неизвестна      | —       | Статистика не учитывалась |         |            |